# كارل شميت (مجدف)
كارل شميت (بالدنماركية: Carl Schmidt)‏ هو مجدف دنماركي، ولد في 20 مايو 1904 في كوبنهاغن في الدنمارك، وتوفي بنفس المكان في 3 يناير 1992.

## وصلات خارجية
- كارل شميت على موقع الاتحاد الدولي للتجديف (الإنجليزية)
- كارل شميت على موقع أوليمبيديا (الإنجليزية)